# Ip Chun
Yip Chun (chinois traditionnel : 葉準 ; pinyin : yè zhǔn ; cantonais Yale : yihp jéun), né en 1924 à Foshan, est un maître de Wing Chun (art martial chinois) et le fils aîné de Yip Man (Ip Man). Il enseigne et vit actuellement à Hong Kong.
Il joue le rôle de Leung Bik dans le film Ip Man : La légende est née (2010).